# Claude Pierre Rouget
Claude Pierre Rouget dit Le Batave, né le 3 avril 1770 à Lons-le-Saulnier et mort le 14 octobre 1833 à Paris, est un général français de la Révolution et de l’Empire. 
Il est le frère de Rouget de l'Isle, auteur de la Marseillaise.

## Biographie

### Origines familiales
Claude Pierre Rouget est 7e et avant-dernier enfant de Claude Ignace Rouget et de Jeanne Madeleine Gaillande. Son père était avocat au bailliage de Lons-le-Saunier. Avec son frère Claude Joseph, il y passe sa jeunesse, y fait ses études jusqu'au collège.

### Carrière militaire
Après ses études, il entre en service en 1793, avec le grade de lieutenant et il est envoyé début 1794, à l'Armée du Nord dans la 181e demi-brigade d'infanterie de ligne avant de passer à l'Armée de Sambre-et-Meuse.
Le 8 juillet 1795, il est nommé capitaine d'état-major au service de la République Batave puis est réaffecté à l'armée de Sambre-et-Meuse. Le 16 juillet 1798, il est élevé au grade de lieutenant-colonel et il est muté à l'armée de Batavie en 1799. 
En 1805 pendant la campagne d'Allemagne, il passe à l'état-major du général Dumonceau lui-même sous les ordres du général Marmont et il participe à la bataille d'Elchingen le 14 octobre 1805. En 1806 et 1807, il fait les campagnes de Prusse et de Pologne, et il est nommé colonel le 5 novembre 1806. Le 9 février 1807, il est promu général-major au Royaume de Hollande, pour aider le général Daendels en Batavie, mais il est fait prisonnier par les Anglais, lors du voyage aller.
De retour en France en 1809, il est mis en non-activité. Il est promu général de brigade le 11 novembre 1810, et le 21 novembre, il participe aux combats de la guerre d'indépendance espagnole à la tête de la 1re brigade de la division de réserve du général Caffarelli. Le 22 avril 1812, il est à la tête de la 1re brigade de la division Vandermaesen dans l'Armée du Nord en Espagne, puis en 1813, il est transféré à l'Armée de Portugal dans la division du général Foy et participe à la bataille de Tolosa avant de passer à l'Armée des Pyrénées sous les ordres du général Clauzel. Il est fait chevalier de la Légion d'honneur le 14 avril 1813.
Le 10 février 1814, il commande par intérim la division et le 27 février, il combat à Orthez puis à Toulouse le 10 avril 1814. 
Lors de la Première Restauration, en mai 1814, il prend le commandement du département du Lot et est fait chevalier de Saint-Louis le 31 août 1814.
Pendant les Cent-Jours, en 1815, il commande le département de Lot-et-Garonne, et il est mis en non-activité à la fin de 1816.
En 1818, il devient commandant de la 1re subdivision de la 12e division militaire puis fin 1819 il est nommé commandant de 2e subdivision de la 12e division militaire qui regroupe les départements de la Vienne et des Deux-Sèvres. En 1820, il est commandant de la nouvelle 1re subdivision de la 12e division militaire du département de la Loire-Inférieure avant d'être la tête l'année suivante de la 2e subdivision de la 19e division militaire. il est promu officier de la Légion d'honneur le 18 mai 1820.
En 1826, il passe commandant de la nouvelle 1re subdivision de la 19e division militaire du département du Rhône et est nommé commandeur de la Légion d'honneur le 29 octobre 1826.
En 1829, il est fait commandeur de Saint-Louis et il est mis en disponibilité l'année suivante, avant d'entrer dans le cadre de l'état-major général de l'armée en 1831, puis il est admis à la retraite en 1832.

### Décès
Il meurt à Paris le 14 octobre 1833.

## Décorations
- Commandeur de la Légion d'honneur (29 octobre 1826) ; officier du 18 mai 1820, chevalier du 14 avril 1813.
- Commandeur de Saint-Louis (1829) ; chevalier du 31 août 1814.

## Sources
- « Cote LH/2395/9 », base Léonore, ministère français de la Culture
- (pl) « Napoléon.org.pl »